# I Started a Joke
I Started a Joke is een nummer van de Britse band Bee Gees. Het nummer verscheen op hun album Idea uit 1968. Op 21 december van dat jaar werd het nummer uitgebracht als de tweede en laatste single van het album.

## Achtergrond
I Started a Joke is geschreven door bandleden Barry, Robin en Maurice Gibb en geproduceerd door de band in samenwerking met Robert Stigwood. Het nummer is opgenomen op 20 juni 1968, de laatste dag van de opnamesessies voor het album Idea. Volgens Robin is de melodie geïnspireerd door de geluiden aan boord van een vliegtuig: "We hoorden de melodie van dit nummer aan boord van een Vickers Viscount van British Airways, ongeveer honderd mijl verwijderd van Essen. Het was een van die oude viermotorige 'props', die de passagier in een soort hypnotische trance brengt, maar deze keer was het anders. Het gebrom leek na een tijdje de vorm van een melodie te krijgen, die opvallend veel op een kerkkoor leek. Dus toen was het besloten! We spraken de piloot aan en vroegen hem om te landen in het dichtstbijzijnde stadje en daar, in een kleine pub, schreven we de tekst [met Barry]. Eigenlijk was het geen klein stadje, het was de grote stad, en het was geen pub, het was een hotel, en we vroegen hem niet om te landen in een veld... maar waarom zou je een perfect verhaal verpesten?"
Barry vertelde over het I Started a Joke: "Daar was veel van in die dagen. Er was veel psychedelia, en het idee dat wanneer je iets schreef, zelfs als het volslagen belachelijk klonk, dat iemand de betekenis erachter vond, en dat was dan de waarheid." Robin voegde hieraan toe: "Dit is een erg spiritueel nummer. De luisteraar moet voor zichzelf de betekenis bedenken, als we zouden proberen om het uit te leggen, zou dat afbreuk doen aan het nummer."
I Started a Joke was het laatste nummer met gitaarwerk van Vince Melouney, die de band aan het begin van december 1968 verliet. Het nummer werd een grote hit; het behaalde de eerste plaats in de hitlijsten in onder anderen Canada, Australië en Nieuw-Zeeland. In de Verenigde Staten kwam het tot de zesde plaats in de Billboard Hot 100, maar in het Verenigd Koninkrijk werd het niet als single uitgebracht. In Nederland bereikte de single de derde plaats in zowel de Top 40 als de Parool Top 20, terwijl in Vlaanderen de negentiende plaats in de BRT Top 30 werd behaald. De videoclip voor het nummer, geregisseerd door Jean-Christophe Averty, werd gefilmd in Brussel als onderdeel van de televisiespecial ter promotie van het album Idea.
Covers van I Started a Joke zijn gemaakt door onder anderen Christian Bale (in de film The Fighter), The Beautiful South, Jan Böhmermann, The Cascades, ConfidentialMX en Becky Hanson (op de soundtrack van de film Suicide Squad), Faith No More, James Galway, Francis Goya, Richie Havens, Low, Lulu, O'Hara's Playboys, Pet Shop Boys (als de B-kant van hun single Winner), Vonda Shepard, The Wallflowers en Robbie Williams met The Orb. Daarnaast is het nummer gebruikt in de films Penn & Teller Get Killed, Zoolander (cover van The Wallflowers) en The Conjuring 2.

## Hitnoteringen

### Nederlandse Top 40
| Hitnotering: 18-01-1969 t/m 15-03-1969 | Hitnotering: 18-01-1969 t/m 15-03-1969 | Hitnotering: 18-01-1969 t/m 15-03-1969 | Hitnotering: 18-01-1969 t/m 15-03-1969 | Hitnotering: 18-01-1969 t/m 15-03-1969 | Hitnotering: 18-01-1969 t/m 15-03-1969 | Hitnotering: 18-01-1969 t/m 15-03-1969 | Hitnotering: 18-01-1969 t/m 15-03-1969 | Hitnotering: 18-01-1969 t/m 15-03-1969 | Hitnotering: 18-01-1969 t/m 15-03-1969 | Hitnotering: 18-01-1969 t/m 15-03-1969 |
| Week                                   | 1                                      | 2                                      | 3                                      | 4                                      | 5                                      | 6                                      | 7                                      | 8                                      | 9                                      |                                        |
| -------------------------------------- | -------------------------------------- | -------------------------------------- | -------------------------------------- | -------------------------------------- | -------------------------------------- | -------------------------------------- | -------------------------------------- | -------------------------------------- | -------------------------------------- | -------------------------------------- |
| Positie                                | 14                                     | 5                                      | 3                                      | 3                                      | 4                                      | 7                                      | 10                                     | 13                                     | 30                                     | uit                                    |

### Parool Top 20
| Hitnotering: 18-01-1969 t/m 08-03-1969 | Hitnotering: 18-01-1969 t/m 08-03-1969 | Hitnotering: 18-01-1969 t/m 08-03-1969 | Hitnotering: 18-01-1969 t/m 08-03-1969 | Hitnotering: 18-01-1969 t/m 08-03-1969 | Hitnotering: 18-01-1969 t/m 08-03-1969 | Hitnotering: 18-01-1969 t/m 08-03-1969 | Hitnotering: 18-01-1969 t/m 08-03-1969 | Hitnotering: 18-01-1969 t/m 08-03-1969 | Hitnotering: 18-01-1969 t/m 08-03-1969 |
| Week                                   | 1                                      | 2                                      | 3                                      | 4                                      | 5                                      | 6                                      | 7                                      | 8                                      |                                        |
| -------------------------------------- | -------------------------------------- | -------------------------------------- | -------------------------------------- | -------------------------------------- | -------------------------------------- | -------------------------------------- | -------------------------------------- | -------------------------------------- | -------------------------------------- |
| Positie                                | 16                                     | 5                                      | 3                                      | 3                                      | 6                                      | 6                                      | 7                                      | 9                                      | uit                                    |

### NPO Radio 2 Top 2000
| Nummer met noteringen in de NPO Radio 2 Top 2000 | '99 | '00 | '01 | '02 | '03 | '04 | '05 | '06 | '07 | '08 | '09 | '10 | '11 | '12  | '13  | '14  | '15  | '16  | '17  | '18  | '19  | '20  | '21  | '22  | '23  | '24  |
| ------------------------------------------------ | --- | --- | --- | --- | --- | --- | --- | --- | --- | --- | --- | --- | --- | ---- | ---- | ---- | ---- | ---- | ---- | ---- | ---- | ---- | ---- | ---- | ---- | ---- |
| I Started a Joke                                 | 713 | 608 | 340 | 645 | 504 | 680 | 601 | 612 | 494 | 558 | 922 | 911 | 940 | 1066 | 1018 | 1051 | 1321 | 1136 | 1204 | 1636 | 1585 | 1570 | 1588 | 1549 | 1516 | 1090 |

1. ↑  Een vetgedrukt getal geeft de hoogste notering aan.

### Evergreen Top 1000
| Evergreen Top 1000 "I Started A Joke" | Evergreen Top 1000 "I Started A Joke" | Evergreen Top 1000 "I Started A Joke" | Evergreen Top 1000 "I Started A Joke" | Evergreen Top 1000 "I Started A Joke" | Evergreen Top 1000 "I Started A Joke" | Evergreen Top 1000 "I Started A Joke" | Evergreen Top 1000 "I Started A Joke" | Evergreen Top 1000 "I Started A Joke" | Evergreen Top 1000 "I Started A Joke" | Evergreen Top 1000 "I Started A Joke" | Evergreen Top 1000 "I Started A Joke" | Evergreen Top 1000 "I Started A Joke" | Evergreen Top 1000 "I Started A Joke" | Evergreen Top 1000 "I Started A Joke" | Evergreen Top 1000 "I Started A Joke" | Evergreen Top 1000 "I Started A Joke" |
| Jaar                                  | 2008                                  | 2009                                  | 2010                                  | 2011                                  | 2012                                  | 2013                                  | 2014                                  | 2015                                  | 2016                                  | 2017                                  | 2018                                  | 2019                                  | 2020                                  | 2021                                  | 2022                                  | 2023                                  |
| ------------------------------------- | ------------------------------------- | ------------------------------------- | ------------------------------------- | ------------------------------------- | ------------------------------------- | ------------------------------------- | ------------------------------------- | ------------------------------------- | ------------------------------------- | ------------------------------------- | ------------------------------------- | ------------------------------------- | ------------------------------------- | ------------------------------------- | ------------------------------------- | ------------------------------------- |
| Positie                               | 325                                   | 948                                   | 938                                   | 938                                   | 997                                   | 394                                   | 338                                   | 262                                   | 189                                   | 179                                   | 230                                   | 197                                   | 179                                   | 205                                   | 179                                   | 173                                   |